# UBEM
UBEM is de naam van een voormalige Belgische rederij. Oorspronkelijk was de naam voluit: Union Belge d'Entreprises Maritimes (Frans voor: Belgische Unie van Zeevaartbedrijven).
UBEM werd gesticht begin de jaren vijftig door Marcel Cigrang, oprichter van de nog steeds bestaande maritieme groep Cobelfret te Antwerpen. Doel was het beheren van (zee)schepen van diverse reders over de hele wereld.
Onder leiding van Jacques Van den Abeele en Emile De Laet kende de vennootschap een ware expansie met op haar hoogtepunt een te beheren vloot van meer dan dertig schepen van meerdere internationale rederijen: Fednav Canada - NYK Japan - Wallenius Zweden - Stolt - Cobelfret - Belgian Fruit Lines ...
Onder het beleid van Emile De Laet werden meerdere nieuwbouworders geplaatst bij Belgische werven (Cockerill en Boel) en werden joint ventures opgericht (Belcan samen met Fednav - Carbulk saman met Wallenius - Belgian Bulk Carriers samen met NYK en meerdere rederijen samen met Cobelfret).